# Roman Ljasjenko
Roman Jurjevitj Ljasjenko (ryska: Рома́н Ю́рьевич Ляше́нко), född 2 maj 1979 i Murmansk, död 7 juli 2003 i Antalya, var en rysk ishockeyspelare som spelade forward. Ljasjenko påträffades död under semester med familjen i Turkiet i början av juli 2003.

## Meriter
- Världsmästerskapet i ishockey 2002: Silver

## Klubbar
- New York Rangers (2001/2002-2002/2003) 17 matcher
- Hartford Wolf Pack (2001/2002-2002/2003) 71 matcher
- Dallas Stars (1999/2000-2001/2002)
- Utah Grizzlies (2000/2001-2001/2002)
- Michigan K-Wings (1999/2000)